# 芸人魂!ガチレース
芸人魂!ガチレース（げいにんだましい!ガチレース）とは、2006年から2007年までABC製作でテレビ朝日系列で3回放送されたバラエティーの特別番組。

## ルール
- お笑い芸人（第2回以降は芸人以外のタレントも参加）4～5名が、ある種目の記録を競う。但し、対戦相手によって手を抜いたりせずあくまでも真剣に戦ってもらう為、挑戦者はそれぞれ別の日にロケを行い、スタジオでの結果発表まで挑戦者自身も結果が分からない仕組み（VTRは、各々の挑戦模様を4分割で配置して、擬似的に対決している様に見せている）。
- ギャンブラー役で出演しているゲストは、有田のヒントを参考に、誰が1位かを予想する。

## 主な種目
- 1分間隔でベルトコンベアから流される回転寿司や回転飲茶を完食し続ける。
- なるべく早くヘリコプターから飛び降りて、単独スカイダイビングを成功させる。
  - この種目では、最初に偽企画でタンデム飛行を行った後、ネタ晴らしで実際は単独ダイブである事を続ける。
  - なお、単独ダイブと称されつつも、簡単に飛び方を教えて貰っただけの素人が飛ぶ事は非常に危険なので、万が一に備えて挑戦者の近くでプロのインストラクターがフォローの為に一緒に飛んでいる。
- バナナボートにしがみついて何km耐え切れるかを競う。

## 出演者

### 司会
- くりぃむしちゅー
  - 上田晋也
  - 有田哲平

### ゲストギャンブラー
- 第1回
  - 和田アキ子
  - 中尾彬
  - 丸山茂樹
  - 勝俣州和
  - 磯野貴理
  - ほしのあき
- 第2回
  - 和田アキ子
  - 陣内孝則
  - 勝俣州和
  - 西川史子
- 第3回
  - 和田アキ子
  - 小泉孝太郎
  - 勝俣州和
  - 磯野貴理

第1回からほとんどメンバーの変更はない。

### レース出場者
- 第1回
  - ますだおかだ
  - たむらけんじ
  - ザ・たっち
  - ブラックマヨネーズ
  - レイザーラモンHG
  - フットボールアワー
  - レギュラー
  - スピードワゴン
  - 安田大サーカス
  - バッドボーイズ
  - 長州小力
  - ホリ
  - ハリセンボン
  - 博多華丸・大吉
- 第2回
  - 佐々木健介・北斗晶夫妻
  - ますだおかだ
  - カンニング竹山
  - バナナマン
  - スピードワゴン
  - 原口あきまさ
  - 古瀬絵理
  - 森三中
  - 矢吹春奈
  - 若井おさむ
  - ボビー・オロゴン
  - 相澤仁美
- 第3回
  - カイヤ
  - ボビー・オロゴン
  - 山田花子
  - 近藤春菜（ハリセンボン）
  - まちゃまちゃ
  - くわばたりえ（クワバタオハラ）
  - 内山信二
  - 松村邦洋
  - 長州小力
  - 岡田圭右（ますだおかだ）
  - ペナルティ
  - 佐々木健介
  - カンニング竹山
  - 小島よしお
  - 松野明美
  - レイザーラモンHG
  - 竹原慎二
  - 水野裕子
  - 小阪由佳
  - KABA.ちゃん
  - 假屋崎省吾
  - マーク・スタディ
  - 前田健

※尚、単独スカイダイビングレースのタンデム飛行を行う偽企画にてAKB48（一部メンバーのみ）も仕掛人として出演。

### 実況
- 矢野武

### ナレーション
- 佐藤政道

## 放送日
- 2006年12月15日 : 20:00～21:54（JST）
- 2007年7月6日 : 20:00～21:54（JST） - ハイビジョン制作
- 2007年9月28日 : 19:00～21:48（JST）

## スタッフ
- 構成 : 高須光聖、堀江利幸、西田哲也、石井裕之、石坂伸太郎、藤谷弥生、宮原心、阿部雄一
- テクニカルプロデューサー : 田熊克二（第1～3回）
- テクニカルディレクター : 竹内弘佳（第1～3回）
- カメラ : 古俣智則（第1～3回）
- 音声 : 光家郁夫（第1,3回）、鈴木洋介（第2回）
- ビデオエンジニア : 富澤孝啓（第1～3回）
- 照明 : 安藤雄郎（第1～3回）
- 美術プロデューサー : 内藤佳奈子（第1～3回）
- 美術デザイン : 内山真理子（第1～3回）
- 美術進行 : 横守剛（第1～3回）
- 大道具制作 : 葛西剛太（第1回）、林部豊（第2回）、三谷陽介（第3回）
- 大道具操作 : 坂井貴浩（第1回）、三谷陽介（第2回）、林部豊（第3回）
- 電飾 : 日下信二（第1回）、青木紀和（第2,3回）
- アクリル装飾 : 中井丈晴（第1回）、児玉希生（第2,3回）
- マルチ : 大高貢（第1～3回）
- 特殊効果 : 飯塚生臣（第1,2回）、中溝雅彦（第3回）
- 衣裳 : 小平峻宏（第1回）、山田斉（第2,3回）
- メイク : 原田妃佳留（第1回）、宗田知子（第2回）、増田佳代（第3回）
- 編集 : 荘野佑介（第1回）、橋本逸人（第2,3回）
- MA : 高橋友樹（第1回）、石沢英雄（第2回）、天谷馬直男（第3回）
- CG : 小倉ヨシヒロ（第1,2回）（★VISION）、森三平（第1回）
- 音効 : 石川一宏（第1回）・井上竜一（第1～3回）・高橋健人（第2,3回）（TSP）
- タイムキーパー : 野村佳乃子（第1回）、南田めぐみ（第2回）
- 編成 : 飯田新（ABC）
- 営業 : 関藤智明（ABC）
- 番組宣伝 : 川井真紀（第1～3回）・森本美穂（第2回）・荒川美幸（第3回）（ABC）（第3回）
- アシスタントプロデューサー : 飯沼美佐子（第1回）、高橋利一郎（第1〜3回）、増岡由子（第2回）、和田敬子（第3回）
- ディレクター : 谷中憲、水野達也、塩谷泰孝
  - 第1回：石武士
  - 第2回：森伸太郎
  - 第3回：田中和也・小城修哉（ABC）、住田拓英
- 演出 : 前川善郎
- プロデューサー : 吉川知仁（第1回）・小川隆弘（第1～3回）・伊藤拓哉（第2,3回）（ABC）、山地孝英
- チーフプロデューサー : 藤田和弥（第1～3回）（ABC）
- 技術協力 : 八峯テレビ、FLT、TDKコア（第1回）、アンサーズ（第1～3回）
- 美術協力 : フジアール
- 収録スタジオ : テイクスタジオ（第1,3回）、天王洲スタジオ（第2回）
- 制作 : ABC、G-yama

## 遅れネット局
- NKT日本海テレビ（日本テレビ系列）

## 備考
- この番組の放送に伴って、金曜9時枠のドラマ『家族〜妻の不在・夫の存在〜』の話数が削減されている。
  - また、この日の「ミュージックステーション」のスポンサー(P&G分も含む)は12月22日の上記の番組に振替えられた(9時枠ドラマ分のスポンサーはそのまま)。また前年12月30日に放送した「芸人雑学王No.1決定戦」も「ミュージックステーション」のスポンサーは提供せず、12月23日の「スーパーライブ」に振替えられた。
- 7月6日の放送回もやはり「ミュージックステーション」のスポンサーは提供しなかった。
- 9月28日の第3回において、カースタントの片輪走行をできるだけ早く成功させる趣旨のレースで、撮影上のトラブルがあった為、一部の映像を芸人から本物のスタントマンが行っているものに差し替えて対応した（やらせ行為）。しかし当然多くの視聴者に見抜かれて抗議が殺到し、テレビ朝日はサイト上で謝罪を行った。この経緯があって打ち切りとなった[1]。